# ويل سوير
ويل سوير (بالإنجليزية: Will Sawyer)‏ هو لاعب كرة قاعدة أمريكي، ولد في 1864 في بريمفيلد في الولايات المتحدة، وتوفي في 5 يناير 1936 في كينت في الولايات المتحدة.

## وصلات خارجية
- ويل سوير على موقعبيزبول رفرنس.كوم (الدوري الرئيسي) (الإنجليزية)
- ويل سوير على موقعبيزبول رفرنس.كوم (الدوري الثانوي) (الإنجليزية)